# Cedersdalsgatan

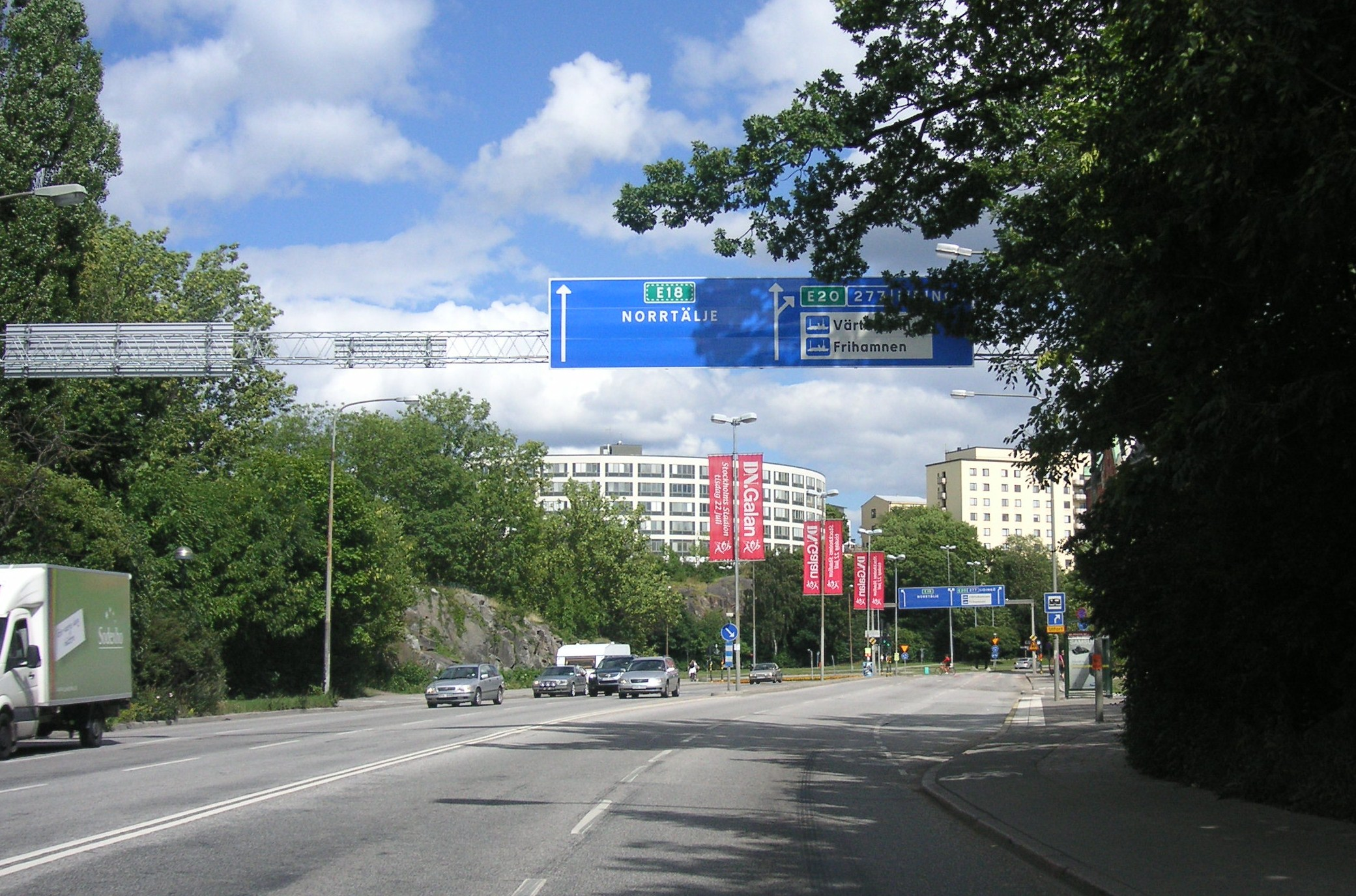
Cedersdalsgatan mot Roslagstull 2008

Cedersdalsgatan  är en gata i stadsdelen Vasastaden i norra Stockholms innerstad. Cedersdalsgatan förbinder Sveaplan i väst med Roslagstull i öst och är ca 300 meter lång. Gatan fick sitt namn 1936 efter det ännu bevarade Cedersdals malmgård från 1700-talet som finns i nordvästra hörnet av Vanadislunden intill Sveaplan. Gården ägdes av tobaksplanteraren Peter Cedersgren.

## Gatan
Cedersdalsgatans norra sida upptas nästan helt av Sveaplans gymnasium (idag Socialhögskolan) uppförd 1936 efter ritningar av Ahrbom & Zimdahl, öster därom börjar Bellevueparken. På södra sidan om Cedersdalsgatan finns Vanadislunden och närmare Roslagstull ligger Johannes skola.

## Cedersdalsgatans hus
Intressant är bostadslängorna ”Cedersdalsgatans hus” i Vanadislunden som byggdes två år efter Hemutställningen 1917 som nödbostäder i bostadsbristens tid efter första världskriget. Byggnaderna som uppfördes av staden skulle vara ett provisorium och man tog därför mark i anspråk som var avsedd för andra ändamål. Här skulle man visa att minibostäder om ett rum och kök eller ännu mindre, med enbart så kallade bostadskök (spisrum), kunde vara acceptabla bostäder om dessa var välplanerade. Axel Wetterberg svarade för ritningarna.
Området var under många årtionden förslummat och först på 1960-talet upprustade, kompletterade och slog man samman de små lägenheterna. Idag påminner längorna i parken bland tallar och små stigar om gamla tiders bruksmiljöer.

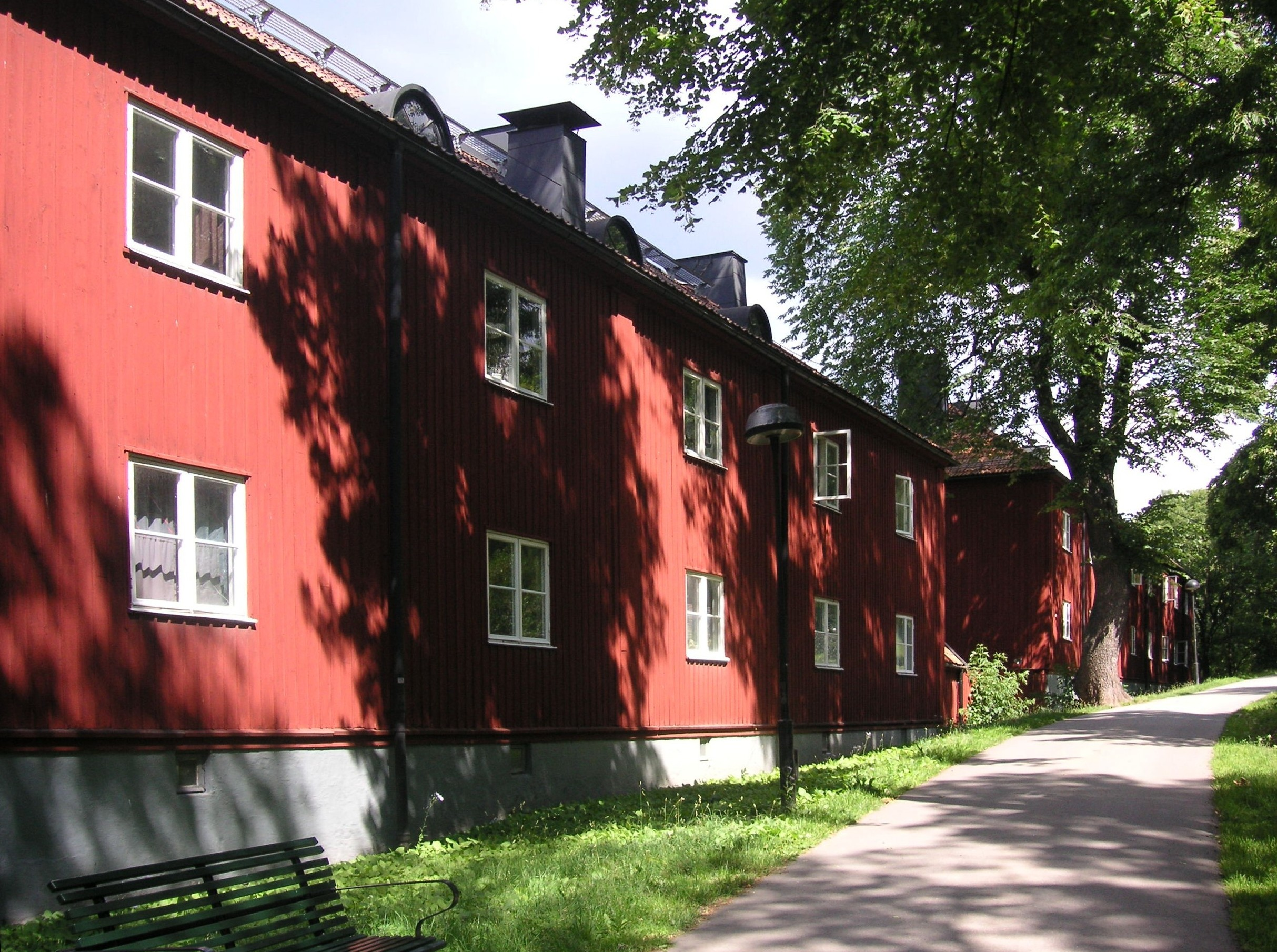
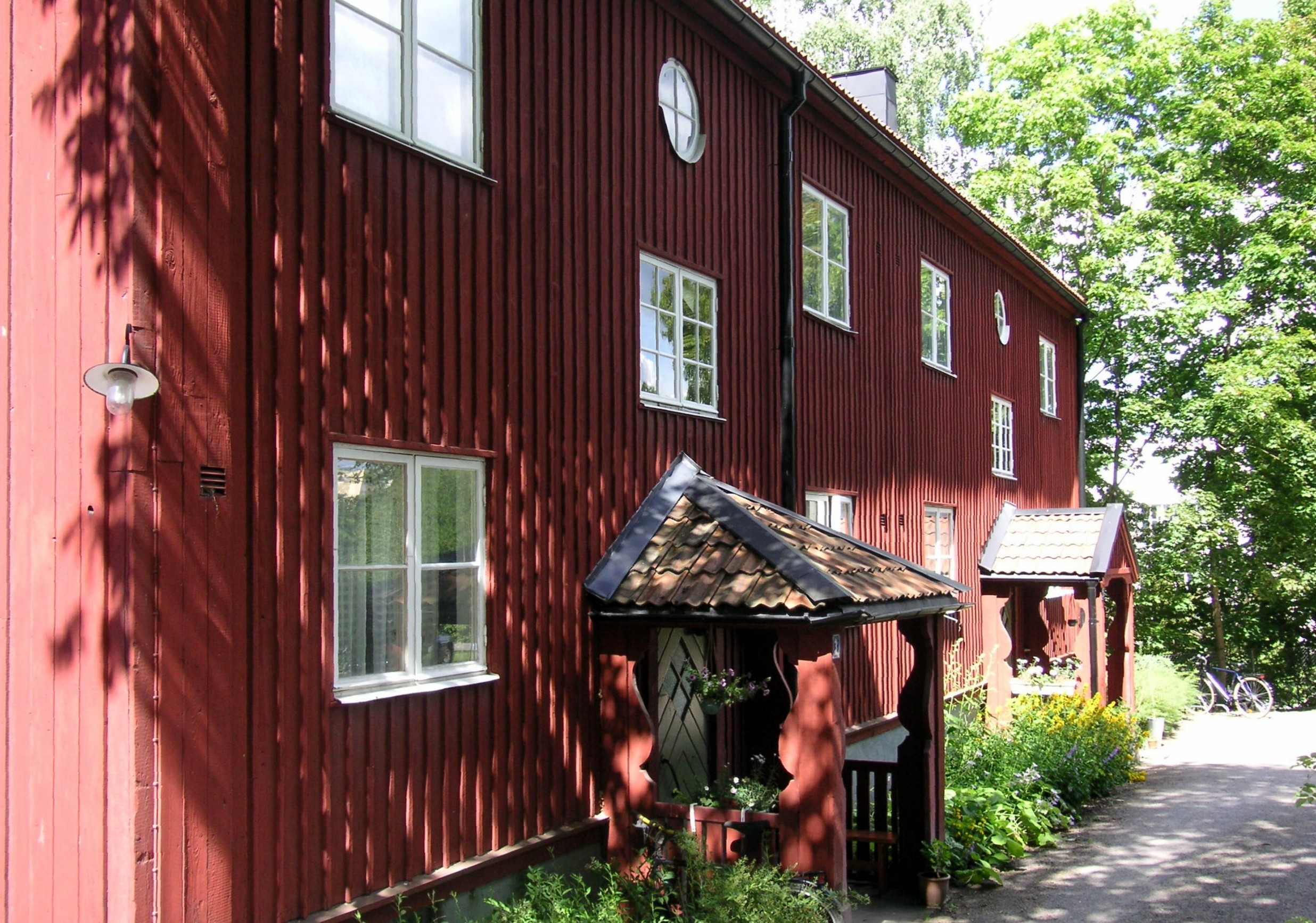
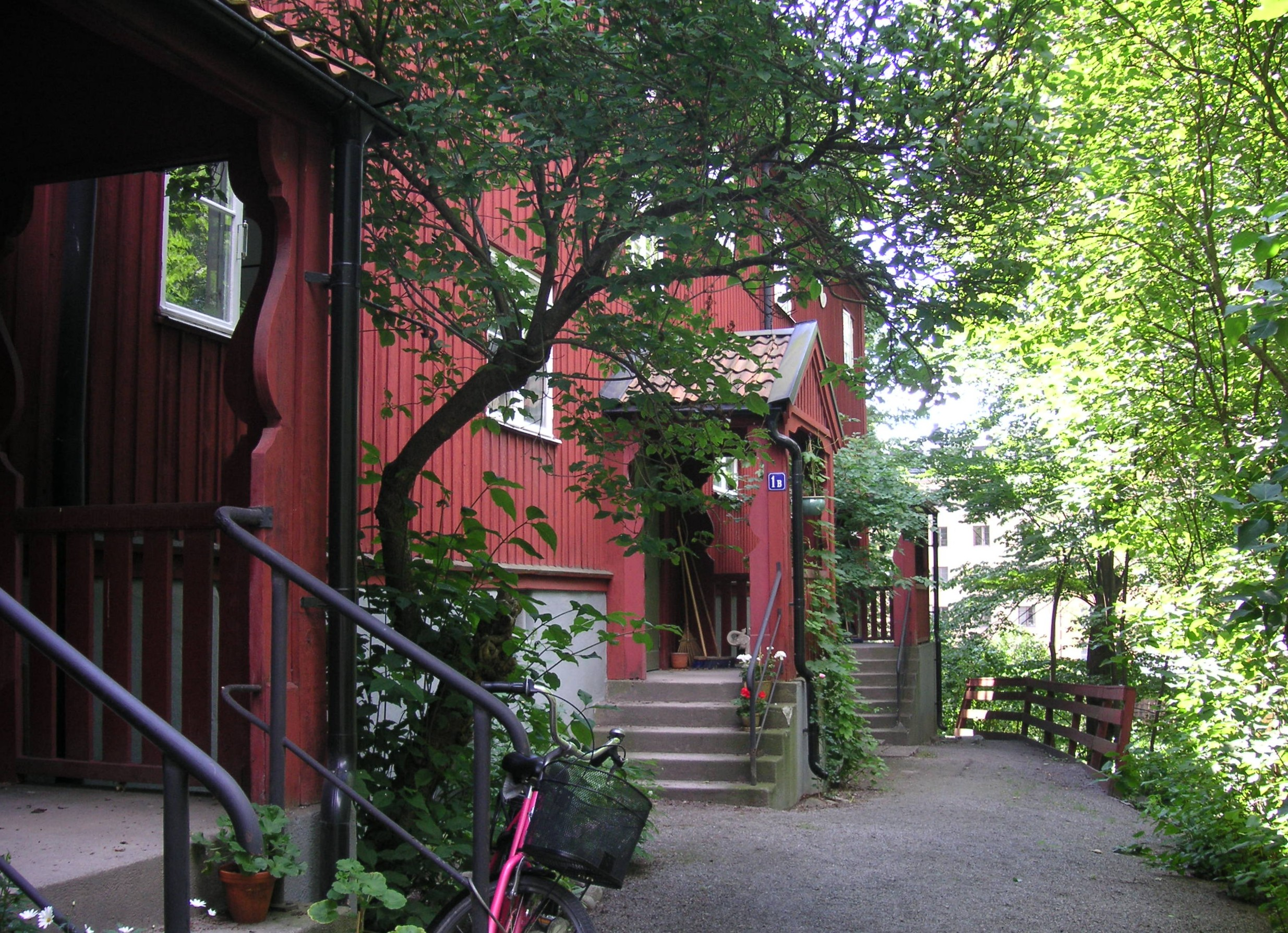
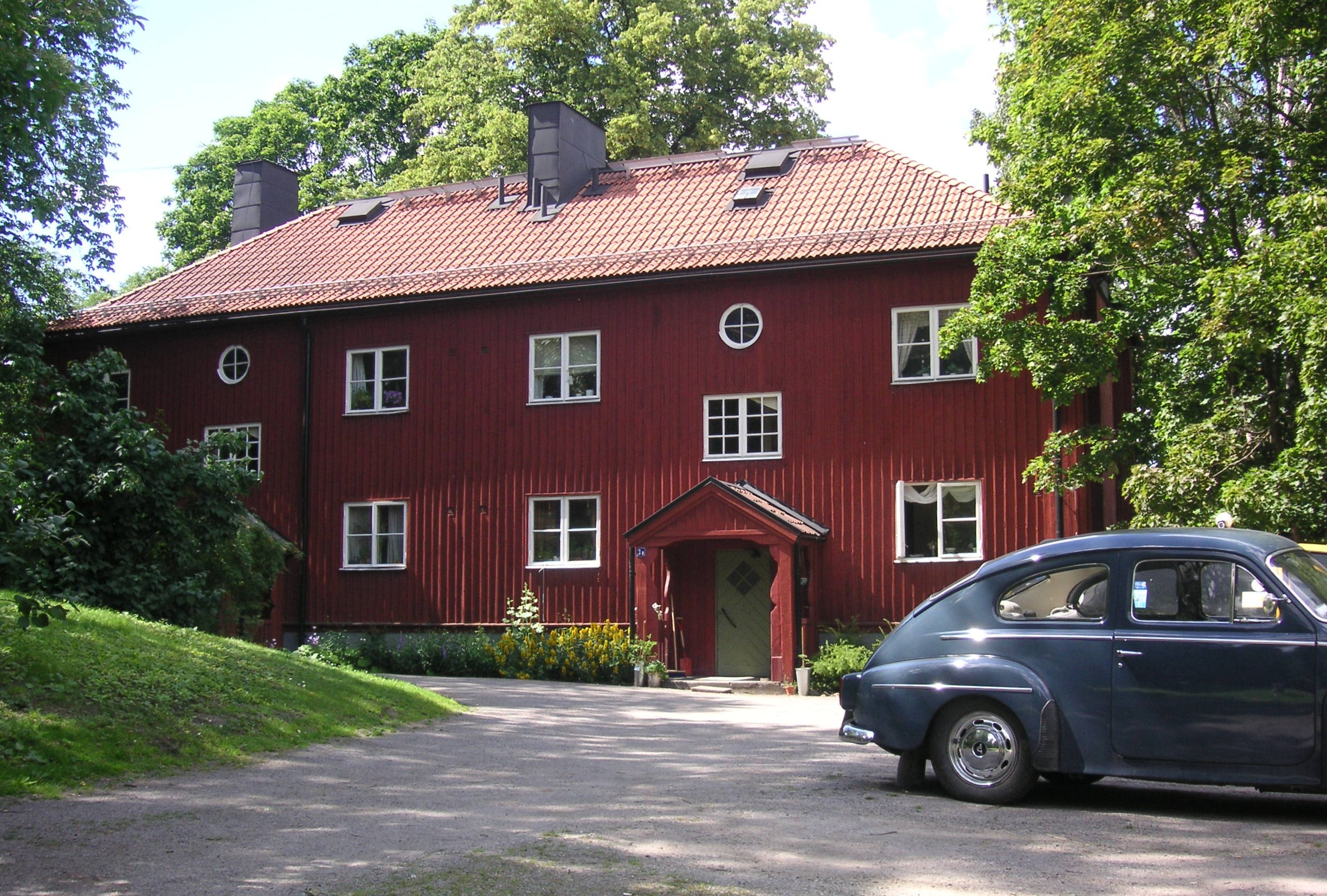